# خاندخل
خاندخل (به لاتین: Khandkhel) یک منطقهٔ مسکونی در افغانستان است که در ولسوالی سیدکرم واقع شده‌است. خاندخل ۲٬۵۱۳ متر بالاتر از سطح دریا واقع شده‌است.